# Holochelus puchneri
Holochelus puchneri är en skalbaggsart som beskrevs av Keith 2006. Holochelus puchneri ingår i släktet Holochelus och familjen Melolonthidae. Inga underarter finns listade i Catalogue of Life.